# Eleições estaduais na Guanabara em 1974
As eleições estaduais na Guanabara em 1974 ocorreram em 15 de novembro sob a Lei Complementar n.º 20, de 1º de julho de 1974, que determinou a fusão deste estado com o Rio de Janeiro. Foram eleitos o senador Danton Jobim, além de 24 deputados federais e 48 deputados estaduais.
Natural do Rio de Janeiro, o vice-almirante Floriano Peixoto Faria Lima ingressou na Escola Naval em 1933, atuou em operações bélicas durante a Segunda Guerra Mundial, tem o curso de comando e foi instrutor na Escola de Guerra Naval, além de comandar a Escola de Aprendizes Marinheiros de Pernambuco. Membro do Gabinete Militar no Governo Jânio Quadros, comandou a Superintendência Nacional da Marinha Mercante. Aluno de Humberto Castelo Branco na Escola Superior de Guerra, foi membro do Estado-Maior das Forças Armadas (EMFA), subchefe de gabinete do Ministério da Marinha e adido militar nos Estados Unidos e Canadá. Aposentado em 1971, assumiu a presidência da Petrobras dois anos depois, nela permanecendo até ser escolhido governador do Rio de Janeiro pelo presidente Ernesto Geisel ante a extinção da Guanabara.
Advogado, jornalista e professor nascido em Avaré, Danton Jobim graduou-se pela Universidade Federal do Rio de Janeiro. Escreveu para O Trabalho (jornal do Partido Comunista Brasileiro) e esteve ao lado de Irineu Marinho em A Noite trabalhando em também no Diário Carioca. Sucessor de Herbert Moses na Associação Brasileira de Imprensa, foi do PR até a eclosão do Regime Militar de 1964 quando passou a militar no MDB e por ele conquistou seu primeiro mandato político em 1970 numa terceira vaga de senador aberta pela Guanabara devido a cassação de Mário Martins.

## Resultado das eleições para senador
Conforme o Tribunal Superior Eleitoral houve 1.620.361 votos válidos (84,02%), 124.497 votos em branco (6,46%) e 183.683 votos nulos (9,52%) resultando no comparecimento de 1.928.541 eleitores.
| Candidatos a senador da República | Candidatos a suplente de senador | Número | Coligação             | Votação   | Percentual |
| --------------------------------- | -------------------------------- | ------ | --------------------- | --------- | ---------- |
| Danton Jobim MDB                  | Hugo Ramos MDB                   | -      | MDB (sem coligação)   | 1.150.983 | 71,03%     |
| Luís da Gama Filho ARENA          | Hermes Vasconcelos ARENA         | -      | ARENA (sem coligação) | 469.378   | 28,97%     |
| Fontes:                           |                                  |        |                       |           |            |

## Deputados federais eleitos
São relacionados os candidatos eleitos com informações complementares da Câmara dos Deputados.

Representação eleita
  MDB: 18
  ARENA: 6

Fonteː
| Deputados federais eleitos | Partido | Votação | Percentual | Cidade onde nasceu | Unidade federativa |
| Miro Teixeira              | MDB     | 267.584 |            | Rio de Janeiro     | Rio de Janeiro     |
| Rubem Medina               | MDB     | 98.021  |            | Rio de Janeiro     | Rio de Janeiro     |
| Lysâneas Maciel            | MDB     | 97.726  |            | Patos de Minas     | Minas Gerais       |
| Álvaro Valle               | ARENA   | 95.260  |            | Rio de Janeiro     | Rio de Janeiro     |
| Erasmo Martins Pedro       | MDB     | 78.731  |            | Rio de Janeiro     | Rio de Janeiro     |
| Célio Borja                | ARENA   | 54.411  |            | Rio de Janeiro     | Rio de Janeiro     |
| Marcelo Medeiros           | MDB     | 48.985  |            | Juiz de Fora       | Minas Gerais       |
| Daniel Silva               | MDB     | 45.195  |            | Rio de Janeiro     | Rio de Janeiro     |
| Léo Simões                 | MDB     | 40.168  |            | Santos Dumont      | Minas Gerais       |
| Flexa Ribeiro              | ARENA   | 39.505  |            | Belém              | Pará               |
| J. G. de Araújo Jorge      | MDB     | 36.563  |            | Tarauacá           | Acre               |
| Lygia Lessa Bastos         | ARENA   | 33.089  |            | Rio de Janeiro     | Rio de Janeiro     |
| Jorge Moura                | MDB     | 32.304  |            | Rio de Janeiro     | Rio de Janeiro     |
| Amaral Netto               | ARENA   | 32.068  |            | Niterói            | Rio de Janeiro     |
| Hélio de Almeida           | MDB     | 31.119  |            | Rio de Janeiro     | Rio de Janeiro     |
| Pedro Faria                | MDB     | 28.180  |            | Rio de Janeiro     | Rio de Janeiro     |
| Florim Coutinho            | MDB     | 27.917  |            | Rio de Janeiro     | Rio de Janeiro     |
| Alcir Pimenta              | MDB     | 26.273  |            | Rio de Janeiro     | Rio de Janeiro     |
| José Maria de Carvalho     | MDB     | 24.035  |            | Rio de Janeiro     | Rio de Janeiro     |
| Rubem Dourado              | MDB     | 22.858  |            | Irecê              | Bahia              |
| Mac Dowell de Castro       | MDB     | 19.281  |            | Rio de Janeiro     | Rio de Janeiro     |
| José Bonifácio             | MDB     | 18.513  |            | Rio de Janeiro     | Rio de Janeiro     |
| Emílio Nina Ribeiro        | ARENA   | 17.755  |            | Rio de Janeiro     | Rio de Janeiro     |
| Francisco Studart          | MDB     | 17.475  |            | Fortaleza          | Ceará              |
| Fontes:                    |         |         |            |                    |                    |

## Deputados estaduais eleitos
Segundo o Tribunal Superior Eleitoral o MDB conquistou 36 das vagas em disputa contra 12 da ARENA.

Representação eleita
  MDB: 36
  ARENA: 12

Fonteː
| Deputados estaduais eleitos | Partido | Votação | Percentual | Cidade onde nasceu | Unidade federativa  |
| Sandra Salim                | MDB     | 84.041  |            |                    |                     |
| Átila Nunes                 | MDB     | 62.991  |            | Rio de Janeiro     | Rio de Janeiro      |
| Edson Khair                 | MDB     | 47.440  |            | Rio de Janeiro     | Rio de Janeiro      |
| Joel Vivas                  | MDB     | 45.749  |            | Magé               | Rio de Janeiro      |
| Aloysio Teixeira            | MDB     | 43.428  |            | Rio de Janeiro     | Rio de Janeiro      |
| Sandra Cavalcanti           | ARENA   | 34.516  |            | Belém              | Pará                |
| Pedro Fernandes             | MDB     | 32.504  |            | Parelhas           | Rio Grande do Norte |
| Hilza Maurício da Fonseca   | MDB     | 27.889  |            |                    |                     |
| Jorge Leite                 | MDB     | 27.575  |            | Rio de Janeiro     | Rio de Janeiro      |
| José Pinto                  | MDB     | 23.607  |            | Rio de Janeiro     | Rio de Janeiro      |
| Dilson Alvarenga            | MDB     | 23.368  |            | Rio de Janeiro     | Rio de Janeiro      |
| Jair Costa                  | MDB     | 22.259  |            | Rio de Janeiro     | Rio de Janeiro      |
| Délio dos Santos            | MDB     | 20.910  |            | Rio de Janeiro     | Rio de Janeiro      |
| Aluísio Gama                | MDB     | 20.694  |            |                    |                     |
| Maria Rosa                  | MDB     | 20.580  |            |                    |                     |
| Silbert Sobrinho            | MDB     | 19.860  |            |                    |                     |
| Wilmar Palis                | ARENA   | 19.511  |            | Uberaba            | Minas Gerais        |
| Elcy de Carvalho            | MDB     | 18.767  |            | Rio de Janeiro     | Rio de Janeiro      |
| Antônio Gomes               | MDB     | 18.269  |            |                    |                     |
| Edésio Frias                | MDB     | 17.750  |            | Moreno             | Pernambuco          |
| Luiz Carlos Cruz            | MDB     | 17.535  |            |                    |                     |
| EmanueI da Cruz             | MDB     | 17.246  |            | Rio de Janeiro     | Rio de Janeiro      |
| Pedro Ferreira              | MDB     | 16.423  |            |                    |                     |
| Gama Lima                   | ARENA   | 16.420  |            |                    |                     |
| Darcy Rangel                | MDB     | 16.338  |            | Rio de Janeiro     | Rio de Janeiro      |
| José Maria Duarte           | MDB     | 16.148  |            | Quixeramobim       | Ceará               |
| Nadyr de Oliveira           | MDB     | 15.545  |            |                    |                     |
| Paulo Duque                 | MDB     | 14.868  |            | Rio de Janeiro     | Rio de Janeiro      |
| Sebastião Menezes           | MDB     | 14.395  |            |                    |                     |
| Mário Saladini              | MDB     | 14.222  |            |                    |                     |
| Nestor Nascimento           | MDB     | 13.989  |            | Rio de Janeiro     | Rio de Janeiro      |
| Heitor Furtado              | ARENA   | 13.785  |            | Rio de Janeiro     | Rio de Janeiro      |
| Frederico Trotta            | MDB     | 13.733  |            | Rio de Janeiro     | Rio de Janeiro      |
| Salomão Filho               | MDB     | 13.722  |            |                    |                     |
| Frota Aguiar                | MDB     | 13.546  |            | Massapê            | Ceará               |
| Sérgio Maranhão             | MDB     | 13.041  |            |                    |                     |
| Geraldo Araújo              | MDB     | 12.841  |            | Uberaba            | Minas Gerais        |
| Joaquim Joia                | MDB     | 12.718  |            | Rio de Janeiro     | Rio de Janeiro      |
| Júlio Louzada               | ARENA   | 12.286  |            | Rio de Janeiro     | Rio de Janeiro      |
| Vitorino James              | ARENA   | 12.044  |            | Rio de Janeiro     | Rio de Janeiro      |
| Pascoal Cittadino           | MDB     | 11.915  |            | Rio de Janeiro     | Rio de Janeiro      |
| Ítalo Bruno                 | ARENA   | 11.622  |            | Rio de Janeiro     | Rio de Janeiro      |
| Maurício Pinkusfeld         | ARENA   | 10.648  |            |                    |                     |
| Flores da Cunha             | MDB     | 10.529  |            | Porto Alegre       | Rio Grande do Sul   |
| José Miguel                 | ARENA   | 10.246  |            |                    |                     |
| Cidinho Santana Filho       | ARENA   | 9.031   |            |                    |                     |
| Edson Guimarães             | ARENA   | 8.999   |            | Rio de Janeiro     | Rio de Janeiro      |
| Fidélis Amaral              | ARENA   | 8.750   |            | Niterói            | Rio de Janeiro      |
| Fontes:                     |         |         |            |                    |                     |